# Arian Starova
Arian Starova (ur. 26 września 1954 w Elbasanie) – albański polityk, pedagog i filozof, w roku 1997 minister spraw zagranicznych w rządzie Bashkima Fino.

## Życiorys
W 1978 ukończył studia z zakresu filozofii na Uniwersytecie Tirańskim. W 1988 obronił na tej samej uczelni pracę doktorską z filozofii i ukończył studia prawnicze. 
W latach 1977–1978 pracował jako nauczyciel we wsi Funar (okręg Elbasan), a następnie w szkole wieczorowej działającej przy kombinacie metalurgicznym w Elbasanie. W latach 1979–1981 nauczyciel w szkole średniej Dhaskal Todhri w Elbasanie. W sierpniu 1981 rozpoczął pracę na Uniwersytecie Tirańskim. W 1990 został dziekanem Wydziału Nauk Politycznych i Prawnych UT. Rok później podał się do dymisji i objął stanowisko kierownika zakładu etyki i estetyki UT.
W maju 1992 rozpoczął karierę polityczną obejmując stanowisko wiceministra spraw zagranicznych. W tym czasie był związany z partią socjaldemokratyczną. Po kryzysie piramidowym w 1997 przeszedł do Związku Liberalno-Demokratycznego i przez kilka miesięcy kierował resortem spraw zagranicznych. W 1998, już po dymisji ze stanowiska ministra został wybrany wiceprzewodniczącym Związku Liberalno-Demokratycznego, a w 2005 przewodniczącym tej partii.
W wyborach 2001 uzyskał mandat deputowanego do parlamentu. W parlamencie zasiadał do 2009, jako członek parlamentarnej komisji spraw zagranicznych. 21 października 2009 objął stanowisko wiceministra obrony, które pełnił do 2013. Obecnie przewodniczy Albańskiej Radzie Atlantyckiej (Keshilli Atlantik i Shqipërise).
W 2007 został nagrodzony tytułem Ambasadora Pokoju przez Universal Peace Federation w Seulu.